# ژو پنگ (بازیکن بسکتبال)
ژو پنگ (انگلیسی: Zhou Peng؛ زادهٔ ۱۱ اکتبر ۱۹۸۹) بازیکن بسکتبال اهل چین است.
وی در مسابقات کشوری و بین‌المللی در مجموع برندهٔ ۲ مدال طلا شده‌است.